# Brücke-Museum
Il Brücke-Museum è un museo di Berlino, sito nel quartiere di Dahlem. Il museo raccoglie una collezione di pittura espressionista tedesca legata al gruppo noto come Die Brücke.
L'edificio che ospita il museo fu costruito secondo il progetto di Werner Düttmann, fra il 1966 e il 1967. Il risultato fu un elegante edificio funzionalista. Il museo raccoglie una collezione che si basa su 80 opere di Karl Schmidt-Rottluff, che furono donate alla città nel 1964. Nel corso del tempo la collezione è aumentata grazie a donazioni e acquisizioni. Oggi oltre ad esporre opere del Die Brücke, raccoglie anche dipinti successivi allo scioglimento del movimento.